# Delsa Solórzano
Delsa Jennifer Solórzano Bernal (El Hatillo, 18 de noviembre de 1971) es una política y abogada venezolana. Solórzano es dirigente de la oposición venezolana y se identifica como de centroderecha aunque su historia en la política está marcada por formar parte de partidos de centroizquierda. Asimismo, Solórzano ha sido activista de derechos humanos, articulista de distintos periódicos y profesora universitaria. 
Fue diputada a la Asamblea Nacional de Venezuela, para el período 2016-2021, y fue presidenta de la Comisión Permanente de Política Interior de la Asamblea Nacional de Venezuela de 2016 a 2018, de igual forma se desempeñó como vicepresidente de la Comisión de Derechos Humanos de los Parlamentarios de la Unión Interparlamentaria Mundial. 
Fue vicepresidenta del partido socialdemócrata Un Nuevo Tiempo del que se separó el 4 de diciembre de 2018. También ejerció como diputada al Parlamento Latinoamericano, capítulo Venezuela, período 2011-2016.

## Biografía
Nacida en 1971 en el estado Miranda, Venezuela, con el nombre D'lsa Jennifer Solórzano Bernal. Su padre, César Orlando Solórzano, fue un conocido dirigente de izquierda, activo en el Partido Comunista de Venezuela y más tarde en el movimiento chavista.
Se graduó de la Universidad Central de Venezuela, especializándose en Ciencias Penales y Criminológicas, y ha realizado estudios en diversas instituciones académicas internacionales. Activista de derechos humanos, Solórzano también ha contribuido como columnista en los periódicos venezolanosTal Cual y El Universal, dos de los periódicos de circulación nacional más importantes del país. Fue profesora universitaria de la Universidad Santa María, y de la Universidad Central de Venezuela, donde dictó las cátedras de Derecho Penal y Criminología.
Desde el comienzo de la administración de Hugo Chávez, Solórzano emergió como una figura destacada en la oposición venezolana. Siendo una de las fundadores del partido Solidaridad y una importante dirigente de la Coordinadora Democrática, donde se encargó de llevar todos los asuntos legales de esa alianza opositora, y destacó al establecer las condiciones electorales y la defensa de las firmas para solicitar el referendo revocatorio de 2004. La Coordinadora Democrática fue disuelta en 2004 y pasa inmediatamente a las filas del partido Primero Justicia (PJ), donde igualmente conformó su dirección nacional.
En 2005, Solórzano se postuló como candidata a la Asamblea Nacional y junto con todos los candidatos opositores al Gobierno de Chávez renuncia a su postulación por desconfianza en el sistema electoral. La campaña electoral de Solórzano se destacó porque en ese momento se encontraba embarazada.
En 2006 fue dirigente de campaña electoral del candidato presidencial Manuel Rosales. En febrero del 2007 formó parte del grupo disidente de Primero Justicia que, eslindado, pasó a denominarse «Justicia Popular», poco después, junto con todo el grupo disidente de PJ, se incorpora a las filas del partido Un Nuevo Tiempo y ocupó el cargo de vicepresidenta nacional y directora de la Comisión de Derechos Humanos. En el año 2008, persiguió sin éxito la candidatura a la alcaldía del municipio El Hatillo en el estado Miranda. El 10 de diciembre de 2018, renuncia a Un Nuevo Tiempo y funda el partido Encuentro Ciudadano, con una ideología de centro-democrático.
Es también miembro de la Mesa de la Unidad Democrática (MUD). En la MUD se desempeña como coordinadora nacional de la Comisión de Derechos Humanos.
En 2007, representó a Venezuela en el Consejo Estadounidense de Jóvenes Políticos (ACYPL por sus siglas en inglés), en Washington en el año 2007.
Fue designada en noviembre de 2009 como vicepresidente de Participación Ciudadana del partido Un Nuevo Tiempo, siendo una de las mujeres más jóvenes de su país en desempeñar un cargo de tan alta responsabilidad política. Posteriormente, en el año 2012 es designada en la nueva directiva de esa organización política como vicepresidente nacional.

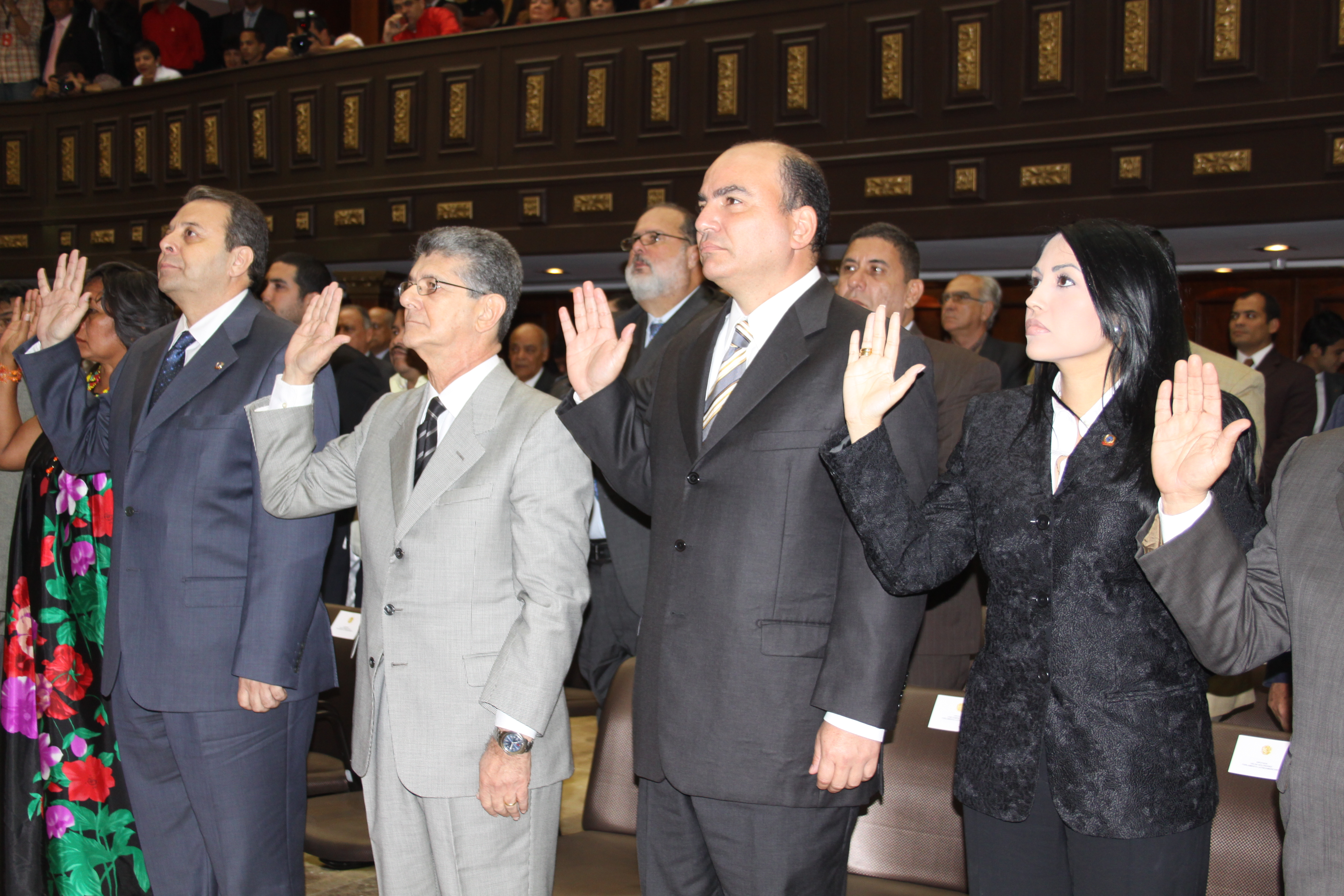
Juramentación en la Asamblea Nacional de los Parlamentarios Latinoamericanos, capítulo Venezuela.

El 26 de septiembre de 2010, en los comicios parlamentarios de Venezuela, resultó elegida como diputada al Parlamento Latinoamericano para el período 2011-2016. La plancha conformada por la Mesa de la Unidad Democrática, integrada por Timoteo Zambrano, Henry Ramos Allup, José Ramón Sánchez, Delsa Solórzano y Francisco García como diputados titulares, obtuvo más de cinco millones de votos.
Para las elecciones parlamentarias de 2015, persiguió y obtuvo la candidatura por el circuito número uno del estado Miranda conformado por los municipios Carrizal, Guaicaipuro y Salias. Fue elegida diputada de la Asamblea Nacional, para el periodo 2016-2021, el 6 de diciembre de 2015 en la victoria de la Mesa de la Unidad Democrática sobre la coalición del Gran Polo Patriótico. Resultó ser una de las diputadas más votadas de la contienda electoral en todo el país ganando su curul con cerca del 70% del total de votos.
En marzo de 2016 fue designada como miembro permanente del Comité de DD. HH. de los Parlamentarios de la Unión Interparlamentaria Mundial por un período de cinco años. Se ha manifestado en contra de la Asamblea Nacional Constituyente de Venezuela de 2017.
En diciembre de 2018 renunció a Un Nuevo Tiempo y fundó el movimiento político Encuentro Ciudadano, junto a José Luis Farías.

## Participación en las primarias 2023
El 28 de enero de 2023 Solórzano se inscribió en las elecciones primarias de la Plataforma Unitaria de 2023 en representación del partido Encuentro Ciudadano En marzo ante las declaraciones del sr. Jorge Rodríguez, Solórzano declaró "Rodríguez ha reconocido tener en condición de secuestro” al Concejo Nacional Electoral (CNE).

## Vida privada
Está casada con el abogado Luis Izquiel, penalista y constitucionalista venezolano, y es madre de un hijo.